# Montura helicopter
Montura helicopter este una dintre cele mai cunoscute si utilizate monturi în pescuitul modern al crapului.
Este folosită atât de către pescarii amatori, cât și de către cei profesioniști în cadrul concursurilor de pescuit la crap.

## Origine
Originea monturii helicopter este incertă. Cert este că ea a fost impusă în pescuitul modern la crap de către pescarii englezi profesioniști (așa-numiții carp anglers) renumiți pentru inventivitatea lor în pescuitul crapului. În prezent ea este folosită de către toți crăparii, fie ca sunt amatori sau profesioniști, fie în partidele de pescuit recreaționale, fie în concursuri.
Numele monturii este dat de dinamica specifică a forfacului, care în lansare are mișcarea circulară asemănătoare palelor rotorului unui helicopter.

## Utilizare
Montura helicopter este preferată de către cei care pescuiesc pe substrat moale, pe ape cu un curent mai puternic (râuri sau chiar fluvii) sau când se află pentru prima data pe o apa necunoscuta.
Cei care pescuiesc in general pe ape stătatoare (bălți, crescătorii, etc.), folosesc montura helicopter în special vara și toamna devreme, când peștele are un stil debordant în hrănire.
Montura, așa cum am arătat mai sus, este folosită în mod uzual de către toți pasionații de pescuit la crap, și are marele avantaj că are un efect anti-tangle foarte bun (efectul tangle constă în încâlcirea firului la aruncare).